# White Hall (Illinois)
Pour les articles homonymes, voir White Hall.

Localisation de White Hall dans le Comté de Greene

White Hall est une ville du Comté de Greene dans l'état de l'Illinois.

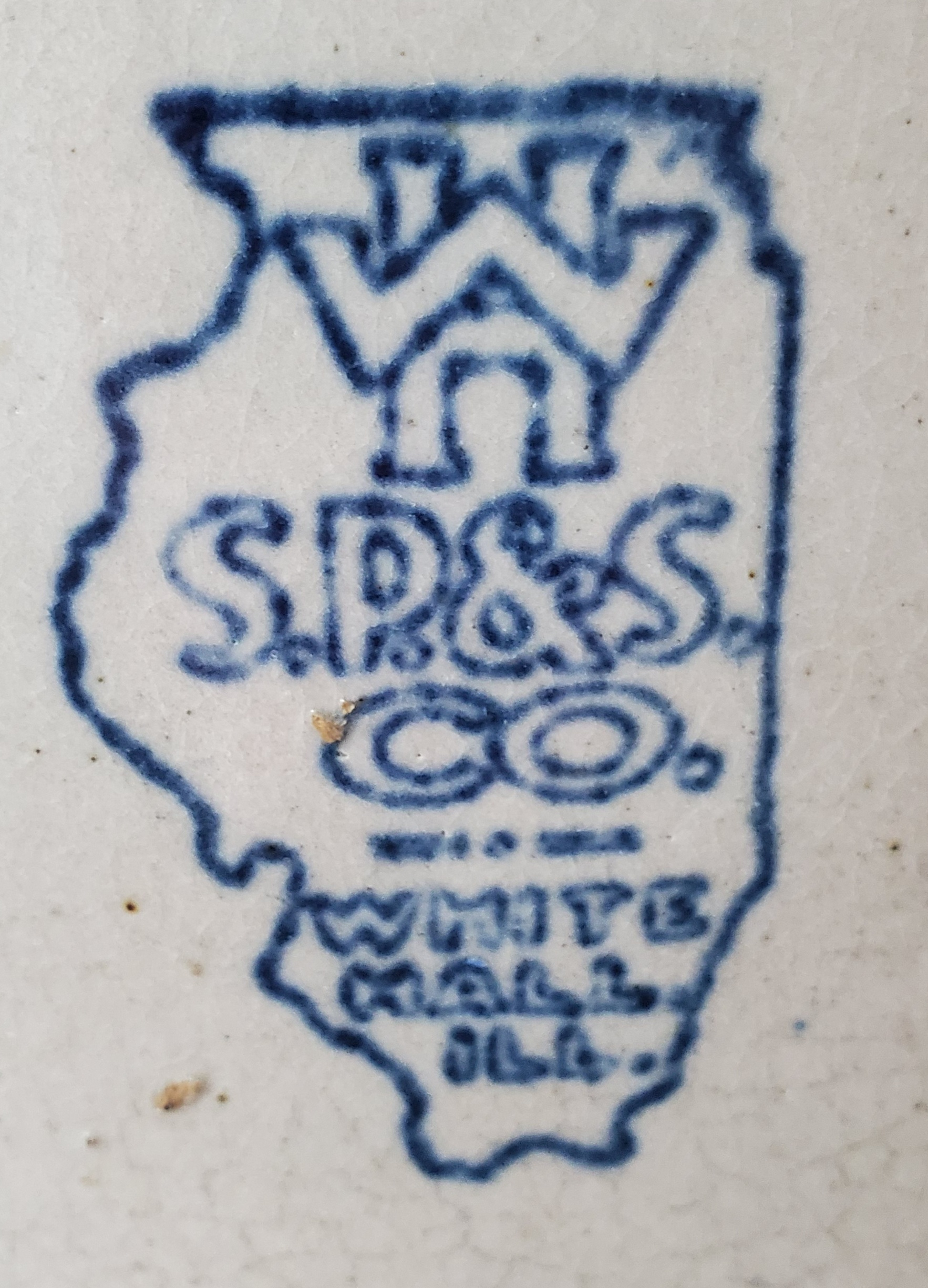
Logo de l'entreprise de tuyaux d'égout et de grès de White Hall

La population était de 2 629 habitants en 2000.